# 日本クラシック音楽コンクール
日本クラシック音楽コンクール（にほんクラシックおんがくコンクール）は、日本クラシック音楽協会が1991年から主催しているクラシック音楽のソロのコンクール。通称「クラコン」と呼ばれる。

## 特色
- 国内のコンクールの中では初の自由曲制を採用しており、予選会・本選会・全国大会通して自分の得意な曲、好きな曲で参加することができるのが最大の特徴。
- 予選会は日本全国（47都道府県）のホールで開催しており、居住地に関係なく出場会場を選ぶことができる（複数会場参加可能）。
- 全国大会において全ての部の第3位以上の入賞者は「入賞者披露演奏会に出演依頼」がある（チケットノルマなし）。
- 入賞者披露演奏会では独奏またはピアノ部門、ヴァイオリン部門、声楽部門の第2位以上、前記以外の部門の第1位の入賞者はオーケストラと協演することができる。
- 主要楽器すべての部門を毎年開催しており、部門内でも幼児、小学校低学年（1・2年生）、小学校中学年（3・4年生）、小学校高学年（5・6年生）、中学校、高校、大学（大学院）、一般の各部がある。
- 台湾の音符田商社と提携しており、音符田商社が主催する招待演奏（交流会）に入賞者の中から数名招待されることがある。

## 審査部門・部
主要楽器すべての部門を毎年開催している。
各部門にはそれぞれ、幼児、小学校低学年（1・2年生）、小学校中学年（3・4年生）、小学校高学年（5・6年生）、中学校、高校、大学（大学院）、一般の各部がある。
| 部門 |
| --- |
| - ピアノ部門 - ヴァイオリン部門、ヴィオラ部門、チェロ部門、コントラバス部門 - フルート部門、オーボエ部門、クラリネット部門、ファゴット部門、サクソフォーン部門 - ホルン部門、トランペット部門、トロンボーン部門、ユーフォニウム部門、チューバ部門 - 打楽器部門 - 声楽部門 - ハープ部門 - アンサンブル部門、室内楽部門（第28回 新設、第32回 終了） |

開催部門の同属楽器（ピッコロ、バスクラリネット、フリューゲルホルンなど）でも参加が可能である。

## 参加曲目
予選会・本選会・全国大会を通して自由曲で参加することができる。
別の作曲家の曲目を複数組み合わせて演奏することができ、楽章・組曲・変奏曲を抜粋して演奏することもできる。

## 審査
本コンクールは、予選会・本選会・全国大会からなる。予選会は日本全国（47都道府県）で開催しており、居住地に関係なく全会場の中から選ぶことができる（複数会場出場可能）。
参加した会場のいずれか1ヶ所の合格で通過となり、次の選考会に進むことができる。
採点方法は点数制
| 審査方法 |
| --- |
| 予選・本選・全国大会ともに点数制 - 予選 70点以上で合格。予選としての到達度を審査。 - 本選 80点以上で合格。全国大会へ出場するレベルに達しているかを審査。 - 全国大会 86点以上で入賞（グランプリ、第1位～第5位）点数に対して入賞順位を決定。 |

## 表彰
全国大会でグランプリ、第1位～第3位に入賞した場合、
副賞として高校・大学・一般の部は賞金、幼児・小学校・中学校の部は記念品、「入賞者披露演奏会への出演依頼」がある。
独奏またはピアノ部門、ヴァイオリン部門、声楽部門の第2位以上、前記以外の部門の第1位の入賞者はオーケストラと協演することができる。（各部に準ずる）
| 表彰     | 表彰                                                                                              |
| -------- | ------------------------------------------------------------------------------------------------- |
| 予選     | 合格証、本選の出場資格                                                                            |
| 本選     | 賞状（優秀賞）、全国大会の出場資格                                                                |
| 全国大会 | 第1位 90点 賞状、副賞 第2位 89点 賞状、副賞 第3位 88点 賞状、副賞 第4位 87点 賞状 第5位 86点 賞状 |

## 歴史
- 1991年　日本クラシック音楽家協会を設立。日本クラシック音楽コンクールの予選、本選を東京、大阪、愛知、長野で開催、参加者150名
- 1992年　全国大会を開始。北海道、宮城、福岡を増設
- 1995年　審査会場を17都市で開催、参加者2,000名
- 1998年　日本クラシック音楽協会として名称を変更
- 2000年　審査会場を34都市で開催、参加者5,600名
- 2005年　審査会場を全都道府県で開催、参加者7,850名
- 2008年　一般社団法人として協会を設立、台湾の音符田商社と提携を結ぶ
- 2010年　記念行事として「世界クラシック2010」を日台で開催
- 2011年　ガラコンサートにて入賞者で編成したオーケストラとの協演を開始
- 2012年　参加者10,000名を超える
- 2014年　幼児の部を新設。ピアノ部門、声楽部門のみ男女別の審査となる
- 2016年　参加者13,000名を超える
- 2017年　アンサンブル部門を新設
- 2018年　室内楽部門を新設
- 2019年　ハープ部門を新設
- 2022年　アンサンブル部門、室内楽部門を終了